# Abhaya
Abhaya fou rei de Sinhala de 474 a 454 aC (cronologia acceptada però les dates reals són incertes), fill gran de Panduvasadeva al que va succeir a la seva mort. La seva capital va retornar a Upatissa Nuwara.
Els brahmins havien profetitzat que els nou germans de Panduvasadeva serien destruïts i que Abhaya seria enderrocat per un fill de la princesa Ummada-citta (germana de Panduvasadeva). Tots els germans estaven doncs desitjosos de sacrificar a la princesa, però Abhaya s'hi va negar (en teoria en aquell moment encara regnava el seu pare) i es va limitar a posar-la en confinament solitari. El seu guardià era un dels nebots, i com que la princesa era molt atractiva no van tardar en entrar en relacions. Abhaya se'n va assabentar i d'acord amb els seus germans va acceptar l'enllaç de la princesa i el príncep, però amb el benentès que qualsevol fill mascle seria executat immediatament. La princesa va donar a llum a un fill, Pandukabhaya, però el va substituir per una nounada que havia aconseguit.
Pandukabhayo hauria nascut el mateix any de la mort de Panduvasadeva (va morir a la seva capital Wijitapura). A la mort del rei els deu germans es van reunir i van reconèixer al gran, Abhaya, com a sobirà. Aviat l'estratagema de la princesa Ummada-citta fou descoberta, però tots els intents de aniquilar a Pandukabhayao van fracassar. Quan el príncep tenia 16 anys, la seva mare en va confiar l'educació a un savi i ric brahmin de nom Pandula, que li va donar classes juntament amb el seu propi fill Canda. Al acabar els estudis, el ric Pandula va donar diners a Pandukabhaya per reclutar un exèrcit si bé hauria de tenir a Canda com a "purohita" (ministre en cap); Pandula va enviar els dos joves a combatre.
Durant la lluita Pandukabhaya es va trobar pel camí amb una jove princesa de nom Pali, amb un gran seguici; era filla de Girikandasiva (del qual era nebot, i que era el governador del districte), que en aquell moment estava supervisant la collita d'un tal Numismata, de cent karises de terra (1618743 m²). Pandukabhaya se la va emportar i va haver d'enfrontar dues batalles amb les forces del pare de la nuvia: una a Kalahanagara (Lloc de Conflicte), on Girikandasiva fou derrotat i ell mateix fet presoner; i una altra a Lohitavahakhanda (Camp de Sang), on els cinc germans de Pali foren derrotats i morts per Canda. Pandukabhaya va concentrar llavors les seves forces a una posició molt sòlida prop de Mahaweliganga a les muntanyes Dola on es va sostenir quatre anys fins que finalment fou expulsat pels germans del rei, que encara que no van aconseguir prendre la seva fortalesa, van influir en la decisió d'abandonar la lluita que va prendre Pandukabhaya, el qual va travessar el riu i va romandre a la rodalia durant dos anys. Els germans del rei van tornar a Upatissa Nuwara. Abhaya no obstant no volia més guerra i va escriure en secret a Pandukabhaya oferint-li les terres més enllà del riu amb la condició de no creuar mai el riu. Quan els germans ho van saber es van indignar i van donar un cop d'estat i van deposar Abhaya, proclamant a un dels germans, de nom Tissa, com a nou rei.